# Walnut Lane Bridge
Die Walnut Lane Bridge ist eine Betonbogenbrücke in Philadelphia, Pennsylvania, USA. Sie führt die Walnut Lane über den tief eingeschnittenen Wissahickon Creek und verbindet damit die Stadtteile Germantown und Roxborough im Stadtbezirk Northwest Philadelphia miteinander.

## Beschreibung
Die Straßenbrücke hat in beiden Richtungen je eine Fahrspur, einen durch Markierungen abgetrennten Radweg und einen breiten Gehweg, der nach außen durch eine Balustrade begrenzt wird.
Die insgesamt 178 m lange Brücke überquert den Taleinschnitt mit einem großen Doppelbogen mit einer Spannweite von 71 m in einer Höhe von 45 m über dem Wasserlauf. Die Pfeilhöhe des Doppelbogens beträgt 21,42 m (70 ft 3 in). Auf den beiden Seiten dieser Doppelbögen sind je vier 6 m weite Sparbögen zur Stützung der Brückenplatte aufgeständert. Die Doppelbögen werden beiderseits von starken Pfeilern und insgesamt 5 Doppelbögen über den Hängen des Tales eingerahmt, die eine Spannweite von jeweils 16 m haben. Die Brückenplatte ist insgesamt 17 m breit und war ursprünglich in eine 12,20 m breite Fahrbahn für vier Spuren und 2,4 m breite Gehwege eingeteilt.
Die Walnut Lane Bridge ist eine getreue Kopie der von Paul Séjourné konzipierten Adolphe-Brücke in Luxemburg, sieht man von geringfügig veränderten Maßen ab und davon, dass die Adolphe-Brücke eine Steinbogenbrücke mit einer Stahlbetonplatte, die Walnut Lane Brücke aber eine Betonbogenbrücke ist. Die eigentliche Brückenkonstruktion der Walnut Lane Bridge besteht aus unbewehrtem Beton ohne Stahleinlagen, lediglich für die Brückenplatte mit zwei parallelen flachen Hohlkästen und den auskragenden Gehwegen wurde Stahlbeton verwendet. Zu berücksichtigen ist, dass unter Beton damals Stampfbeton zu verstehen war, der aus Kies mit weitgehend zufälligen Korngrößen bestand und es noch ein weiter Weg war zu heutigem Beton aus gebrochenen Gesteinskörnungen, deren Korngrößen anhand einer genau festgelegten Sieblinie gemischt werden.
Ebenso wie die Adolphe-Brücke hat auch die Walnut Lane Bridge nicht einen gewaltigen Bogen, der ein enormes und teures Lehrgerüst erfordert hätte, sondern zwei parallele schmale Bögen, die nacheinander gebaut wurden, so dass nur ein schmales Lehrgerüst erforderlich war. Allerdings wurden dabei nicht Paul Séjournés Ideen übernommen, das Lehrgerüst zwecks weiterer Materialeinsparung seitlich an den Kämpfern abzustützen und durch Drahtseile zu stabilisieren, vielmehr baute man ein konventionelles, am Talgrund aufgestelltes Lehrgerüst.

## Geschichte
Am 13. Juli 1905 beschloss der Stadtrat von Philadelphia den Bau einer Talbrücke zur Verbindung der Stadtteile Germantown und Roxborough, deren Bewohner lange Umwege fahren mussten, um den Wissahickon Creek zu umgehen. Mit der Planung wurde das Philadelphia Department of Public Works, also die stadteigene Bauverwaltung unter Leitung von George S. Webster und Henry H. Quimby beauftragt. Am 5. Juli 1906 wurde mit dem Bau der Brücke, d. h. zunächst mit dem Bau des Lehrgerüsts begonnen. Der ansonsten rasch voranschreitende Bau wurde am 27. Dezember 1907 durch ein schweres Unglück mit einem Toten und neun Verletzten  überschattet, als das Lehrgerüst einstürzte, mit dessen Abbau man gerade begonnen hatte. Die bis auf die Zufahrten fertiggestellte Brücke wurde im Oktober 1908 für den Fußgängerverkehr freigegeben und nach Beendigung der Restarbeiten am 16. Dezember 1908 feierlich eröffnet.
Die Walnut Lane Bridge war zum Zeitpunkt ihrer Eröffnung die größte Betonbogenbrücke der Welt, ihre Spannweite von 71 m übertraf die der 1904 fertiggestellten  Grünwalder Isarbrücke um einen Meter. Aber die Rocky River Bridge (auch Detroit Avenue Bridge) mit einer Spannweite von 85 m über den Rocky River im Cuyahoga County, Ohio war schon im Bau und wurde im Jahr 1910 fertiggestellt. Im Jahre 1911 folgte der Ponte del Risorgimento in Rom, eine Eisenbetonbrücke mit einem flachen Segmentbogen und einer Spannweite von 100 m.
Bei einer Überprüfung im Jahre 2010 wurden verschiedene alterungsbedingte Mängel entdeckt, die ab 2013 im Rahmen einer größeren Sanierung behoben werden sollen.
Seit 1988 ist die Walnut Lane Bridge im National Register of Historic Places (NRHP) als Kulturdenkmal verzeichnet.

## Andere Brücken
Die Walnut Lane Bridge wird leicht verwechselt mit der Walnut Street Bridge, einer 1900 fertiggestellten Eisenträgerbrücke über den Schuylkill River in Philadelphia, mit der nahe gelegenen, ähnlich aussehenden Wissahickon Memorial Bridge, einer 1931 fertiggestellten Betonbogenbrücke oder mit der Walnut Lane Memorial Bridge, der ersten Spannbetonbalkenbrücke der USA, die seit 1951 im Zuge der Walnut Lane über einen Seitenarm des Wissahickon Creek führt.